# Joseph Quinaux

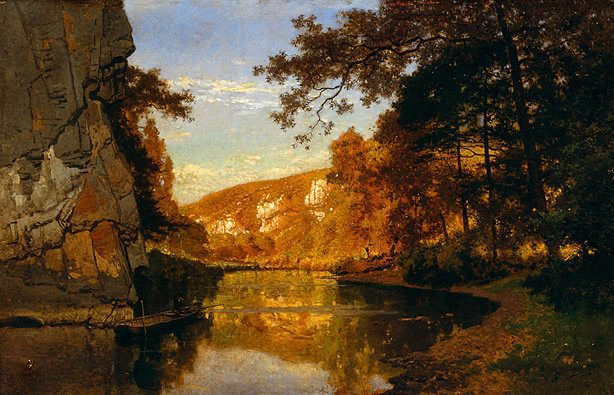
Sul fiume Lesse
Art Gallery of South Wales (Sydney)

Joseph Quinaux (Namur, 29 marzo 1822 – Schaerbeek, 1895) è stato un pittore belga, paesaggista realista tardoromantico.

## Biografia
Si distinse nel genere del paesaggio per il soave realismo che pervade la sua opera di solido impianto accademico e di gusto tardo romantico che alcuni critici accostano a Millet.

Raggiunse una certa notorietà con le sue meticolose vedute fluviali delle Ardenne insieme ai suoi colleghi Kindermans e Keelhoff.

Fu maestro, tra gli altri, di Carlos de Haes, di Isidore Verheyden e di Darío de Regoyos, ai quali seppe trasmettere la sua solida formazione accademica che essi poi elaborarono in forme più moderne.

## Voci correlate

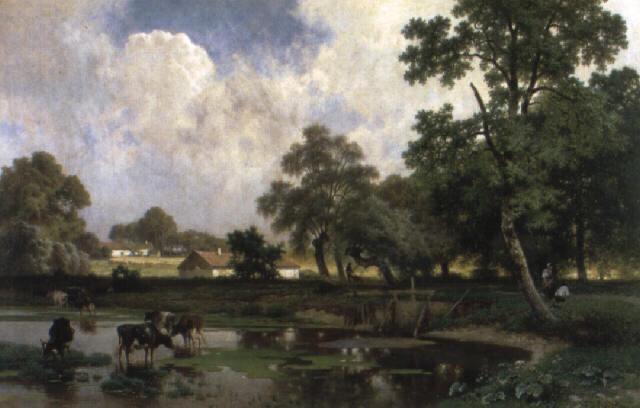
Paesaggio estivo

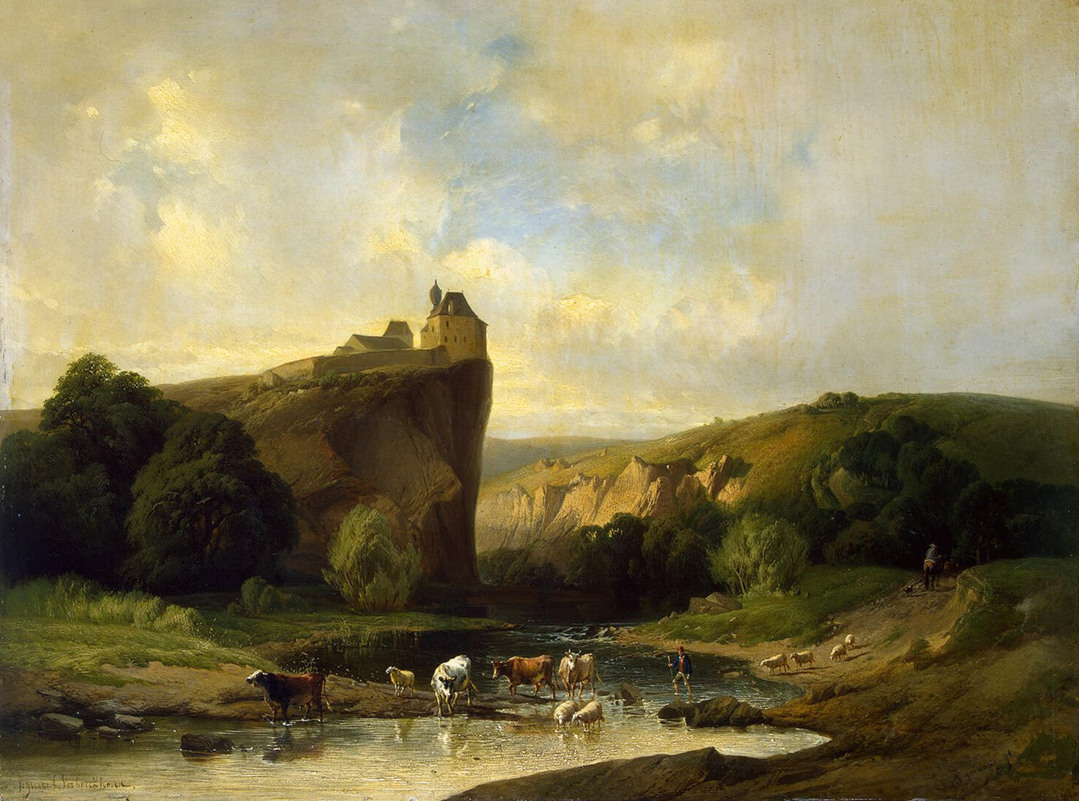
Guado sul fiume Lesse a Walzin